# Ordinul Slava (URSS)
Ordinul Slava (în rusă Орден Славы, transliterat: Orden Slavî) a fost o decorație militară a Uniunii Sovietice instituită la 8 noiembrie 1943 prin decret al Prezidiului Sovietului Suprem. A fost acordată soldaților și subofițerilor Armatei Roșii, precum și sublocotenenților de aviație, care au dovedit vitejie în fața inamicului.
În timp ce majoritatea covârșitoare a decorațiilor Ordinul Slava au fost acordate pentru vitejia dovedită în luptă în cel de-al Doilea Război Mondial (sau Marele Război pentru Apărarea Patriei, așa cum este cunoscut în țările fostei Uniuni a Republicilor Socialiste Sovietice), au mai fost acordate decorații din clasa cea mai de jos a ordinului – clasa a III-a – pentru operațiunile militare sovietice postbelice. Astfel, au fost decorați militari care au participat la operațiunile sovietice de sprijinire a Războiului din Coreea din 1950–1953 și la intervenția militară sovietică în Ungaria din toamna anului 1956, precum și un număr mic de militari care au luat parte la ciocnirile armate la graniță cu Republica Populară Chineză în 1969.
Ordinul a fost desființat odată cu destrămarea Uniunii Sovietice. În 1992 a fost reinstituită decorația Crucea Sfântului Gheorghe cu același scop de recunoaștere a vitejiei personalului militar.

## Statutul decorației
Statutul inițial din decretul de înființare a Ordinului (emis în 1943) preciza că: „Ordinul Slava este acordat soldaților și sergenților Armatei Roșii, precum și sublocotenenților de aviație, care au săvârșit fapte glorioase de vitejie, curaj și neînfricare în lupta pentru Patria Sovietică”.
Decretul Prezidiului Sovietului Suprem al URSS din 7 octombrie 1951 a modificat gradele persoanelor decorate după cum urmează: „solvați, caporali și sergenți, precum și sublocotenenți de aviație”.
Ordinul Slava, care a fost modelat îndeaproape după Crucea țaristă a Sfântului Gheorghe, a fost împărțit în trei clase distincte. La fel ca și Crucea Sf. Gheorghe, un soldat era recomandat inițial să fie decorat cu clasa cea mai de jos a ordinului – în cazul Ordinului Slava clasa a III-a. Actele ulterioare de vitejie puteau determina recomandarea soldatului pentru celelalte două clase rămase ale ordinului – clasa a II-a și I-a – care erau acordate succesiv. Militarii decorați cu toate cele trei clase ale ordinului primeau titlul de „Cavaler al Ordinului Slava” (în rusă полный кавалер ордена Славы). Ei beneficiau în societatea sovietică de aceleași drepturi și privilegii ca și persoanele distinse cu titlul de Erou al Uniunii Sovietice. În total, 2.656 de militari ai Armatei Roșii (inclusiv patru bărbați care au primit și titlul de Erou al Uniunii Sovietice, precum și patru femei) au obținut statutul de Cavaler.
Ordinul Slava era purtat pe partea stângă a pieptului. În prezența altor ordine și medalii ale URSS-ului era purtat imediat după Ordinul Insigna de Onoare. Dacă sunt purtate în prezența decorațiilor Federației Ruse, acestea din urmă au prioritate.

## Criterii de acordare
Mai jos sunt criteriile specifice de atribuire atât pentru trupele terestre, cât și pentru aviatori.

### Pentru trupele terestre

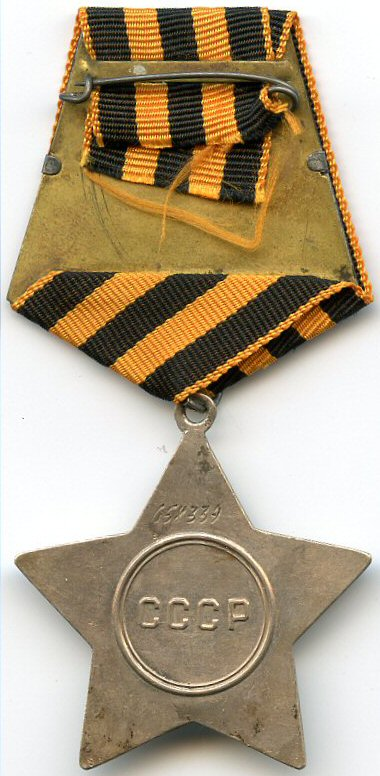
Reversul Ordinului Slava clasa a III-a

- Pentru conducerea atacului inițial asupra unei poziții inamice și curajul personal prin care a contribuit la succesul cauzei comune;
- Pentru realizarea unui atac cu un tanc în flăcări;
- Pentru salvarea stindardului de la capturarea sa de către inamic într-un moment de pericol grav;
- Pentru precizia tirului dovedită în uciderea a 10 până la 50 de soldați și ofițeri inamici, folosind armele proprii;
- Pentru distrugerea a cel puțin 2 tancuri inamice cu un tun antitanc;
- Pentru distrugerea a între 1 și 3 tancuri inamice cu grenade de mână pe câmpul de luptă sau în spatele liniilor inamice;
- Pentru distrugerea a cel puțin 3 avioane inamice cu foc de artilerie sau de mitralieră;
- Pentru disprețuirea pericolului, fiind primul care a pătruns într-un buncăr inamic (buncăr, șanț sau cazemată), pentru realizarea unei acțiuni decisive care a contribuit la anihilarea ocupanților;
- Pentru conducerea trupelor noastre în spatele inamicului, profitând de slăbiciunile în defensiva sa care au fost descoperite în urma unei acțiuni personale de recunoaștere;
- Pentru capturarea personală a unui ofițer inamic;
- Pentru acțiunile de supraveghere de noapte care au avut ca rezultat capturarea sau moartea unui inamic;
- Pentru ingeniozitatea și îndrăzneala demonstrate în avansarea către poziția inamicului și distrugerea mortierului sau mitralierei acestuia;
- Pentru participarea la un raid nocturn, distrugerea depozitelor și echipamentelor militare inamice;
- Pentru riscarea propriei vieți cu scopul salvării comandantului în cazul unui pericol iminent în luptă;
- Pentru ignorarea pericolului în scopul capturării unui steag inamic în luptă;
- Pentru că a fost rănit grav, dar s-a întors pe câmpul de luptă după îngrijiri medicale minime;
- Pentru doborârea unui avion inamic cu armele proprii;
- Pentru distrugerea armelor și pozițiilor inamice cu tiruri precise de artilerie sau de mortier, asigurând astfel succesul misiunii;
- Pentru realizarea unei treceri prin rețeaua de sârmă ghimpată a inamicului în timp ce se afla sub foc;
- Pentru abnegație în salvarea răniților în timpul luptei;
- Pentru realizarea unei misiuni de luptă într-un tanc cu arma principală defectă;
- Pentru lovirea rapidă cu un tanc a unui convoi inamic și continuarea misiunii după distrugerea acestuia;
- Pentru zdrobirea cu tancul a unuia sau mai multor tunuri inamice sau distrugerea a cel puțin două cuiburi de mitralieră;
- Pentru colectarea de informații valoroase de la inamic în timpul unei recunoașteri;

### Pentru aviatori
- Pilot de vânătoare – Pentru doborârea între 2 și 4 avioane de vânătoare inamice sau între 3 și 6 bombardiere inamice.
- Pilot de vânătoare – Pentru un atac aerian reușit care a dus la distrugerea a 2 până la 5 tancuri inamice, a 3 până la 6 locomotive, distrugerea unui tren întreg sau distrugerea a cel puțin 2 avioane inamice pe aerodromul lor.
- Pilot de vânătoare – Pentru acțiuni îndrăznețe într-o luptă aeriană care au avut ca rezultat distrugerea a unu sau două avioane inamice.
- Echipaje de bombardiere de zi – Pentru distrugerea unei gări sau a unui triaj feroviar, a unui pod, a unui depozit de muniție, a depozitelor de combustibil, a unui complex de trupe sau a cartierului general al inamicului, a unei centrale electrice, a unei nave inamice, a transportului naval sau a cel puțin 2 avioane inamice pe aerodromul lor.
- Echipaje de bombardiere de zi – Acțiune îndrăzneață în lupta aeriană, care a dus la doborârea a 1 sau 2 avioane inamice.
- Echipaje de bombardiere cu lumină nocturnă – Pentru distrugerea unui depozit de muniție, a depozitelor de combustibil, a cartierului general al inamicului, a unui tren întreg, a unui pod.
- Echipaje de bombardiere de noapte cu rază lungă de acțiune – Pentru distrugerea unei gări sau a unui triaj feroviar, a unui depozit de muniție, a depozitelor de combustibil, a instalațiilor portuare, a transporturilor navale, a unui tren întreg, a unei fabrici sau a unei uzine importante.
- Recunoaștere – Pentru o misiune de recunoaștere de mare succes, care a adus informații valoroase despre inamic.

## Descrierea decorației
Insigna „Ordinului Slava” era o stea în cinci colțuri cu un medalion central. Decorația din clasa I-a era confecționată din aur cu puritate 950 (23 de karate), cea din clasa a II-a era realizată din argint cu un medalion central aurit, iar cea din clasa a III-a era confecționată în întregime din argint. Medalionul central conținea o imagine în relief a Turnului Spasskaia al Kremlinului, cu o stea în cinci colțuri emailată roșie în partea de sus și o banderolă emailată roșie în partea de jos, care conținea cuvântul „SLAVA” (în rusă СЛАВА). Ramurile de laur aflate de fiecare parte de-a lungul circumferinței medaliei se încheiau chiar înainte de steaua roșie. Reversul conținea inscripția chirilică pentru „URSS” (în rusă СССР) în cadrul unui inel cu o margine înălțată. Numărul decorației era fie ștanțat (în cazul decorațiilor din clasa I-a), fie gravat deasupra inelului pe reversul brațului stelei.
Medalia este suspendată de un inel prin bucla de suspensie a decorației de o montură pentagonală rusă standard acoperită de o panglică moar de mătase de 24 mm lățime a Sfântului Gheorghe.
| Clasa I | Clasa a II-a | Clasa a III-a |
| ------- | ------------ | ------------- |
|         |              |               |
| Baretă  |              |               |
|         |              |               |

## Persoane decorate (listă parțială)
Persoanele de mai jos au fost decorate cu Ordinul Slava.

### Cavaleri (toate cele 3 clase)
- Seitnebi Abduramanov⁠(d)
- Ivan Dracenko⁠(d)
- Pavel Dubinda⁠(d)
- Duda Enginoev⁠(d)
- Matrena Neceporciukova
- Nina Pavlovna Petrova⁠(d)
- Danutė Stanelienė⁠(d)
- Nasibulla Velilayev
- Nadejda Jurkina⁠(d)

### Decorați cu clasele a II-a și a III-a
- Kanti Abdurahmanov
- Evgheni Ciuikov
- Agadadaș Samedov⁠(d)
- Roza Shanina⁠(d)
- Heinrich Schultz⁠(d)

### Decorați cu clasa a III-a
- Talgat Bigeldinov⁠(d)
- Genri Koptev-Gomolov⁠(d)
- Oles Honcear
- Mirza Jabiyev⁠(d)
- Yusif Mammadaliyev⁠(d)
- Mihail Mihalkov
- Serghei Osipov
- Mihail Tanici
- Vladimir Tepliakov
- sgt. US Army Max Thompson
- Ivan Varicev
- Stepan Lisnic
- Nikolai Vladimirovici Skarjinski